# Janówek (Komory Dąbrowne)
Janówek – część wsi Komory Dąbrowne w Polsce położona w województwie mazowieckim, w powiecie ciechanowskim, w gminie Sońsk. Od południowego wschodu graniczy z Gąsocinem.
W latach 1975–1998 Janówek administracyjnie należał do województwa ciechanowskiego.